# Глупов
Глу́пов — обобщённый город Российской империи, придуманный М. Е. Салтыковым-Щедриным и получивший широкую известность в январе 1869 года, после публикаций первых глав повести «История одного города».
Между тем, город «появился» на добрых десять лет раньше. Датой его «официального основания» можно считать 1859—1860 год, когда публиковались щедринские очерки и новеллы из будущего цикла «Сатиры в прозе». В начальной главе будущей книги, по сути, предисловии (под названием «К читателю»), обращаясь к вымышленному чиновнику, видимо, губернатору по фамилии Зубатов, Салтыков-Щедрин называет его: «Величественный <…> римлянин Катон, расхаживающий в вицмундире по каменистому полю глуповской администрации!» Ещё более определённо имя «нашего родного города Глупова» возникает в очерке «Литераторы-обыватели» (1860 год), во многом основанном на впечатлениях от службы Михаила Салтыкова вице-губернатором в Рязани.
Обобщённые топографические и демографические черты города Глупова можно отыскать в разных сочинениях Салтыкова-Щедрина, но всё же главным системным источником среди них приходится признать «Историю одного города». Из этой «летописи» напрямую следует, что данное селение даже в своём расположении заключало в себе некий державный контраст между предельным величием и крайней отсталостью. Подобно имперскому Санкт-Питер-Бурху, Глупов был заложен племенем головотяпов на болотине (в низине), в глубоком захолустье; однако при том, в полном согласии со старой великодержавной концепцией, город «имеет три реки и, в согласность древнему Риму, на семи горах построен». Такими же, временами непримиримыми контрастами отличается и его население. По своей внутренней жизни город напоминает римские полисы, а глуповские градоначальники по самодурству и жестокости сравнимы с императорами Нероном и Калигулой. Напротив того, население отличает исключительная покорность и слепая вера в непогрешимость власти.
При сопоставлении отдельных очерков Салтыкова-Щедрина и отрывков его романа «История одного города» нетрудно заметить, что город Глупов принимает в зависимости от контекста самые разные обличия и приобретает черты, подчас противоречащие друг другу. Это его качество является лишним доказательством правоты писателя, который неоднократно утверждал, что не разумел под Глуповым какого-либо определённого города, а «именно Пензу, Саратов или Рязань…». Более того, этот вымышленный город не имел под собой никакого конкретного прототипа или, точнее говоря, прототип этот менялся всякий раз в зависимости от конкретного литературного случая. «Глупов есть Глупов; это большое населенное место, которого аборигены именуются глуповцами. И больше ничего. Никакой Рязани тут нет, а тем более и проч. и проч.» Подытоживая все примеры бытования города Глупов в литературе, можно сказать, что это — сложный экспрессивно-саркастический образ всего безобразного, что только было в России, определённый образец и даже предтеча платоновского «Города Градова», «Чевенгура», а также других известнейших антиутопий или, если смотреть на вопрос шире, литературы и театра абсурда второй половины XX века.

## До «Истории одного города»
Пристальный и более чем пристрастный интерес к истории российского «градоначальничества» Михаил Салтыков вынес из пережитого в течение более двенадцати лет опыта личного участия в системе управления провинциальными городами. В наказание за вольнодумие 28 апреля 1848 года двадцатидвухлетний писатель был выслан в Вятку (Киров), где в начале июля определён на службу канцелярским чиновником при Вятском губернском правлении. В ноябре того же года он получил повышение и был назначен старшим чиновником особых поручений при вятском губернаторе, а затем дважды, с небольшим перерывом, занимал должность правителя губернаторской канцелярии. В августе 1850 года Михаил Салтыков был назначен советником губернского правления. Близкое знакомство с семьёй вятского вице-губернатора Аполлона Болтина несколько облегчило его нахождение и продвижение по службе. Спустя восемь лет, в 1856 году одна из дочерей Болтина, Елизавета стала его женой.
Получив положительные характеристики от надзора и начальства, в ноябре 1855 года Михаил Салтыков, наконец, покинул Вятку, продолжив государственную службу. В феврале 1856 года он был причислен к Министерству внутренних дел, а в июне того же года назначен чиновником особых поручений при министре. Между тем, разъезды с особыми поручениями в провинцию продолжились и на новом месте. В августе 1856 года он был командирован в губернии Тверскую и Владимирскую для обозрения и инспекции делопроизводства губернских комитетов ополчения, созванного в 1855 году по случаю Крымской войны. В его архиве имеется черновая записка, составленная по результатам этого поручения. Она удостоверяет, что так называемые «дворянские» (центральные) губернии по рассмотрении имели ничуть не лучший вид, чем «недворянская», Вятская; злоупотреблений и приписок в процессе снаряжения ополчения Михаил Салтыков обнаружил множество. Немного позже молодой чиновник составил для начальства реформаторскую записку об устройстве градских и земских полиций, весьма смело вскрывавшая недостатки современных ему порядков и проникнутая мало ещё распространённой тогда идеей децентрализации.
Наконец, весной 1858 года Михаил Салтыков достиг вершины своей чиновной карьеры: сначала он был назначен рязанским вице-губернатором, а в апреле 1860 года переведён на ту же должность в Тверь. Однако «своим» среди чиновников он себя не чувствовал никогда, особенно, в последний год, когда обострилась борьба ретроградов и реформаторов вокруг манифеста 19 февраля об отмене крепостного права. Наконец, с нескрываемым облегчением в феврале 1862 года Салтыков вышел в отставку.
Должностной багаж, накопленный за годы беспорочной службы впервые перелился в литературную форму в «Губернских очерках», писанных в 1856—1857 годах и регулярно публиковавшихся в «Русском вестнике» под псевдонимом «надворный советник Щедрин». В них разные уездные города, городки и сёла, как правило, появляются под сугубо условными, «средними» именами, ещё не несущими в себе столь яркой оценочной окраски, как Глупов: это, прежде всего, Крутогорск (на реке Крутогорке, под которым в большинстве случаев имеется в виду всё та же Вятка), затем Черноборск, Полорецк, Песчанолесье, Заовражье, Стародуб и ближе к финалу появляется — некий «город С ***» почти без «имени, отчества и даже чина». Перед читателем почти абстрактный населённый пункт. Он, как пишет автор, относится к числу мест, где ему «пришлось производить следствие», проверку, инспекцию в качестве чиновника по особым поручениям, и вдобавок «принадлежит к числу самых плохих городов России». Наконец, читателю представлен своеобразный эталон, «самый плохой город», пока ещё — без конкретного названия. Но уже со своим сюжетом и историями из жизни, сильно напоминающими «истории одного города».

Город С ***, в котором мне пришлось производить следствие, принадлежит к числу самых плохих городов России. Если он расположился, или, лучше сказать, разлезся на довольно большом пространстве, то нельзя сказать, чтобы к этому была какая-либо иная побудительная причина, кроме того, что русскому человеку вообще простор люб. Например, дом мещанина Карпущенкова занимает всего-навсего двадцать пять квадратных сажен, но зато под дворовым участком, принадлежащим тому же мещанину, наверное отыщется сажен тысячу. Спросите у Карпущенкова, зачем ему такое пространство земли, из которой он не извлекает никакой для себя выгоды, он, во-первых, не поймет вашего вопроса, а во-вторых, пораздумавши маленько, ответит вам: «Что ж, Христос с ней! разве она кому в горле встала, земля-то!» — «Да ведь нужно, любезный, устраивать тротуар, поправлять улицу перед домом, а куда ж тебе сладить с таким пространством?» — «И, батюшка! — ответит он вам, — какая у нас улица! дорога, известно, про всех лежит, да и по ней некому ездить».
Таким образом прозябает это грустное племя, вне всяких понятий о красоте и удобстве прямых линий. Вообще, в редких ещё городах России земля имеет какую-нибудь ценность. Мещане и даже крестьяне приобретают огромные дворовые участки за бесценок, а часто и задаром, то есть самовольно, и все последствия такого приобретения ограничиваются выстройкой какой-нибудь бани, в которой ютится хозяин с семейством, и обнесением участка плетнем или забором. От этого такое множество пустырей, которые придают нашим городам нестерпимо тоскливый вид.— М. Е. Салтыков-Щедрин, «Губернские очерки»
Там же, в «Губернских очерках» промелькнула чисто глуповская по своему трагикомизму фигура просителя, являющегося к начальству за разрешением… дать сдачи обидчику. В последующих же рассказах и очерках Щедрина стал складываться первоначальный образ города Глупова, сначала ставший «коллективным» псевдонимом многих русских городов, но затем, раз за разом освобождающийся от первоначального прототипа и принимающий все более фантастически-обобщенные очертания, чтобы сделаться олицетворением народной пассивности и почти мазохической наклонности принимать насилие как милость. В очерке «К читателю», открывающем книгу «Сатиры в прозе», нарисована сцена кровавой расправы над человеком, ослушавшимся неразумного распоряжения и нарушившим предписанные правила на глуповском перевозе через реку. Впрочем, здесь город Глупов упоминается как место вполне конкретное и даже, вероятно, имеющее свой прототип, о котором автор умалчивает.

Рассказывают, что было время, когда Глупов не назывался Глуповым, а назывался Умновым, но на беду сошел некогда на землю громовержец Юпитер и, обозревая владения свои, завернул и в Глупов. Тоска обуяла Юпитера, едва взглянул он на реку Большую Глуповицу; болезненная спячка так и впилась в него, как будто говоря: «А! ты думаешь, что Юпитер, так и отвертишься! ― шалишь, брат!» Однако Юпитер отвертелся, но в память пребывания своего в Умнове повелел ему впредь именоваться Глуповым, чем глуповцы не только не обиделись, но даже поднесли Юпитеру хлеб-соль.— М. Е. Салтыков-Щедрин, «Наши глуповские дела»
Примерно в то же время, но на страницах другого сочинения возникает впервые и «город Глупов» в качестве собирательного символа и удручающей суммы впечатлений от реальных русских городов, городков и селений, в которых побывал чиновник по особым поручениям. Так, в очерке «Каплуны», законченном в начале 1862 года, писатель не раз упоминает о городе и его жителях: «Глуповцам хлеба не надо, глуповцы друг друга едят и сыты бывают», — сказал когда-то некоторый мудрец, и сказал, сам того не зная, великую истину. Однако в мае 1862 года этот текст был запрещён цензурой, остался в рукописном архиве автора и был опубликован только после смерти автора.

Глупов! милый Глупов! Кто ж похлопочет об тебе? Кто озаботится об истреблении волка, рыскающего по стогнам твоим, о разрежении миазмов, насыщающих воздух твой? Мелодично курлыканье каплунов настоящего, но в нем есть недомолвка, в нем недостает одной нотки. Нельзя удовлетвориться жизнью с распространенными в воздухе миазмами, с рыскающими по улицам волками.— М. Е. Салтыков-Щедрин, «Каплуны»
В не столь пышном опубликованном виде «город Глупов» украсил цикл очерков из сборника «Сатиры в прозе» (1859 год), впоследствии изданного отдельной книгой (впервые — в 1863 году). Между тем, сборник этот с самого начала своего существования не представлял собой цельного самостоятельного произведения, сделанный буквально на обломках разваленного и, фактически, запрещённого цензурой цикла «Глупов и глуповцы» (1859—1862 гг.), включавшего в себя такие очерки как «Глуповское распутство» (опубликован только после смерти писателя, в 1910 году), а также основную ознакомительную часть «Глупов и глуповцы» (с подзаголовком общее обозрение, тоже опубликованную посмертно), начинавшуюся словами: «Что это за Глупов? откуда он? где он?..» Последнее сочинение в сокращённом и переработанном виде даже готовилось к публикации в журнале «Современник» (причём, дважды: в апреле-мае 1862, а затем — в декабре 1862 и январе 1863 года) в составе из трёх очерков под общим заголовком «Глупов и глуповцы» (Общее обозрение. Деревенская тишь. Каплуны). В ноябре-декабре 1862 года текст выдержал две авторские корректуры, а затем был вторично запрещён к изданию. Отдельные новеллы и выдержки из числа страниц никогда не опубликованного в своём авторском виде сборника увидели свет как части двух других циклов: «Невинные рассказы» и «Сатиры в прозе». Причём, небольшая часть глуповских текстов вошла в последний сборник (где, в частности, можно найти отдельный очерк под названием «Наши глуповские дела»), а в «Невинных рассказах» город Глупов упоминается лишь единожды, вскользь. Главные же глуповские тексты из неосуществлённого цикла «Глупов и глуповцы» так и остались неопубликованными и тревожным грузом продолжали вызревать внутри своего автора, постепенно подготавливая появление главного романа об этом городе.

Я должен сказать правду: Глупов составляет для меня истинный кошмар. Ни мысль, ни действия мои не свободны: Глупов давит их всею своею тяжестью; Глупов представляется мне везде: и в хлебе, который я ем, и в вине, которое я пью. Войду ли я в гостиную — он там, выйду ли я в сени — он там, сойду ли в погреб или в кухню — он там… В самый мой кабинет, как я ни проветриваю его, настойчиво врываются глуповские запахи…
Но если Глупов до такой степени преследует меня, то какая же возможность избавиться от Зубатова, этого, так сказать, первого глуповского гражданина?— М. Е. Салтыков-Щедрин, «Глуповское распутство»
Несколько раз имя «нашего родного города Глупова» словно ненароком проскальзывает в более ранних сочинениях, опубликованных ещё в 1860—1861 годах. Но всякий раз Салтыков-Щедрин произносит его как привычное и не требующее комментариев, как глубоко понятное всякому читателю, и даже такому, который впервые взял в руки его очерки. Собственно, именно таким образом город Глупов и был задуман его автором: как органически знакомый и даже родной всякому, кто хоть раз живал в стране под названием Россия. Глупов и глуповцы, реки Большая и Малая Глуповица, Забулдыговка, Самодуровка, впадающие в Болваново море, неподалёку от Глупова — Дурацкое Городище и сёла Вороватово и Полуумново. А ещё — плоские возвышенности под названием Чёртова плешь и Дураковы столбы. Всё эти топонимы не требуют перевода «с русского на русский». Но надо всем безусловно царит город Глупов, столица края. Вполне конкретный географический объект с таким названием всплывает в очерке «Литераторы-обыватели». Однако уже здесь и в следующих за ним очерках «Клевета» и «Наши глуповские дела», позднее включённых в цикл «Сатиры в прозе» (1857—1863), автор не только снабжает образ Глупова чертами, почерпнутыми за время службы вице-губернатором в Рязани и Твери, но и делает первые попытки придать ему обобщающий социально-философский характер («Ваш родной Глупов всегда находится при вас…») — Появляются легко узнаваемые фигуры градоначальников с преувеличенно-гротескными чертами. Один из них «как дорвался до Глупова, первым же делом уткнулся в подушку, да три года и проспал». Другой же, с красноречивой фамилией Воинов, «в полгода чуть вверх дном Глупова не поставил». При этом автор подчёркнуто не отделяет себя от остальных жителей этой страны, словно бы считая себя плоть от плоти единого человеческого организма. За семь лет до публикации «Истории одного города», обращаясь к читателю «Сатир в прозе», он высказался об этом предмете более чем определённо: «Да, и я сын Глупова, и я катался как сыр в масле, что, как известно, и составляет настоящую, неподдельную глуповскую Аркадию. Я жил этой жизнью, я упивался производящим сгустение крови вином ее: нет того места в моем организме, которое не было бы всладце уязвлено тобою, о Глупов! Не верьте же, добрые мои сограждане, не верьте тому супостату, который станет внушать вам, будто я озлоблен против вас, будто я поднимаю вас на смех! Во-первых, я столько раз повторял вам: люблю, люблю и люблю, что сомнение в истинности моих чувств было бы даже обидно: не лгу же я в самом деле?..»
Тем не менее, окончательный замысел и концепция «Истории одного города» сложился позже. Что же касается до всего цикла «Глупов и глуповцы», то он, так и оставшись неопубликованным до конца жизни писателя, по существу, перешёл в запасники его творческой лаборатории и, как следствие, спустя семь лет породил совсем другое, отдельное сочинение: «Историю одного города», отчасти, проникнутое желанием обойти цензурные рогатки.

## «История одного города»
Хотя само по себе название города «Глупов» напрямую не упомянуто в заголовке сатирического романа, тем не менее, именно ему, этому городу с более чем говорящим названием посвящён весь текст и подтекст этого, несомненно, главного и самого известного произведения Салтыкова-Щедрина, не только сделавшего ему литературную славу, но и значительно опередившего своё время.
Подобно пушкинской «Истории села Горюхина», послужившей для Салтыкова-Щедрина образцом жанра и стиля, а также гоголевскому «Миргороду», населённый пункт служит не только в качестве декорации, места или фона, но и постоянного раздражителя, повода для обобщений, далеко выходящих за пределы конкретной городской черты. Равным образом, и название населённого пункта у всех троих имеет весьма красноречивый характер, так или иначе, заявляя о намерениях писателя ещё до того момента, когда читатель откроет книгу. «Горюхино», «Миргород» и «Глупов» заранее настраивают на определённый лад, имея своим корнем яркие концептуальные понятия: горе, мир и глупость. — Правда, здесь не менее заметны и отличия. Пушкинская неоконченная повесть и гоголевский сборник в своих заглавиях подчёркнуто основаны на самом названии населённого пункта. У Салтыкова-Щедрина — мы видим прямо противоположную картину. И здесь сразу заметно, что в названии содержится определённая доля авторской уклончивости или даже лукавства. По существу, некий («один») город (др.-греч. πόλις, по́лис), взятый в самом широком смысле слова, и стал центральным героем романа-притчи, этой развёрнутой метафоры, описывающей эзоповым языком не какой-нибудь отдельный город-прототип (будь то конкретный или вымышленный), а всю историю и жизнь Государства российского. Пожалуй, первым из всех это качество романа о «городе Глупове» отметил вслух Иван Тургенев, со спокойной размеренностью приветствовавший выход первого издания книги.

Своей сатирической манерой Салтыков несколько напоминает Ювенала. Его смех горек и резок, его насмешка нередко оскорбляет. Но, как мы уже сказали, его негодование часто принимает форму карикатуры. Существует два рода карикатуры: одна преувеличивает истину, как бы посредством увеличительного стекла, но никогда не извращает полностью её сущность, другая же более или менее сознательно отклоняется от естественной правды и реальных соотношений. Салтыков прибегает только к первому роду, который один только и допусти́м. Это — естественное проявление его характера, в котором внутренняя доброта и чувствительность скрыты под внешней суровостью. В то же время он обладает настолько тонкой восприимчивостью, что даже способен к интуитивному прозрению. Он много читал, а главное, много видел. Действительно, он знает свою страну лучше, чем кто бы то ни было. «История одного города» — это в сущности сатирическая история русского общества во второй половине прошлого и в начале нынешнего столетия, изложенная в форме комического описания города Глупова и начальников, последовательно правивших им с 1762 по 1826 г.— Иван Тургенев, «История одного города. Издал М. Е. Салтыков. С.-Петербург, 1870»
Пожалуй, наиболее сильной чертой книги Салтыкова-Щедрина и, как следствие, нарисованной картины города Глупова стала её жанровая и тональная сложность, не в последнюю очередь порождённая тем смешанным подходом к прозе, который проявился во всех без исключения ранних его очерках и циклах новелл. Прежде всего, город Глупов и его жители в редакции автора напрочь лишены какой-либо дидактичности или намерения кого-то чему-то научить, проучить или хотя бы изобличить. Проза Щедрина сложна по своему существу и форме. Тексты из циклов «Губернские очерки», «Невинные рассказы», «Сатиры в прозе» равным образом трудно определить и разложить по жанровым полочкам: то ли это публицистика, то ли путевые записки или мемуары, то ли рассказы (художественный вымысел) перемежающиеся с жанровыми зарисовками и драматическими сценками, но вернее всего — всё вместе. Смешивая разные тоны речи, разнородные приёмы и контрастные интонации, Салтыков-Щедрин свободно лавирует между ними, тем самым, создавая у людей «основательных» (прежде всего, чиновников по духу) растущее недоумение: что есть сие? или что хочет сказать автор?
— Самым ярким выразителем подобного недоумения, как ни странно, стал Алексей Суворин, написавший большую и почти обиженную рецензию об истории города Глупова менее чем через год после выхода книги. И прежде всего, предметом его недоумения стали те цели, которые ставил перед собой автор. С одной стороны, критик делает вывод, что роман Салтыкова — историческая сатира. Но тут же начинаются сомнения, поскольку уже в предисловии автор ставит себя в крайне узкие рамки, заявив, что желает только «уловить физиономию города (Глупова) и уследить, как в его истории отражались разнообразные перемены, одновременно происходившие в высших сферах». Вторая цель, как то можно судить по некоторым прозрачным намекам того же предисловия, — это сатира на метод историографии, ради чего в роман вводится «Глуповский летописец», автор же объявляет себя только издателем старинного текста. Между тем, голос рассказчика не выдержан в одной тональности, он постоянно блуждает в диапазоне от наивного старика-архивариуса до ехидного и умного автора. В первую очередь, можно сделать вывод, будто это всего лишь шутка и одновременно — пародия на архивные исторические работы последнего времени, однако и тон пародии нигде не соблюдается последовательно, — недоумевает критик и делает вывод:

Вот те недоумения, которые порождает в нас книга г. Салтыкова; явились ли они в ней, вследствие неудачного литературного приема и двойственности цели или неясности для самого сатирика причин исторических явлений? Так как эти недоумения преследуют читателя через всю книгу, то это мешает её цельности, её впечатлению на читателя, путает его относительно воззрений автора на события и лица и смешивает его личность с изобретенными им архивариусами. Путанице этой способствует поверхностное знакомство автора с историей XVIII века и, вообще, с историей русского народа. Для того, чтоб изобразить эту историю хотя бы в узкой рамке одного города Глупова, для того, чтобы глубоко верно и метко представить отношение глуповцев к власти, и, наоборот, для того, чтобы понять характер народа в связи с его историей, надобно или обладать гениальным талантом, который многое отгадывает чутьем, или, имея талант далеко не великий, долго и прилежно сидеть над писаниями, положим, тех же архивариусов, Иначе, без изучения, можно впасть в ту же грубую ошибку, в какую впадали некоторые иностранцы, посещавшие Русь в XVI веке и говорившие, что «русским народом можно управлять, только запустив в их кровь по локоть руки»…— Алексей Суворин. «Историческая сатира»
В точности такой же сложностью и составным характером описаний отличается и противоречивая картина собственно города Глупова, нарисованная автором; причём, расхождения встречаются даже на тех страницах, где он пытается нарисовать пейзаж или бытовую сценку. Всякий раз обстановка и даже местоположение глуповского «региона» меняется в зависимости от той задачи, которую ставит перед собой автор. Начиная от рукосуйских болот, город (государство) Глупов от главы к главе словно бы дрейфует по территории Российской империи, оказываясь то западнее, то южнее, пока, наконец, не докатывается до вековой мечты славянофилов о «щите на вратах Цареграда». И тогда «внезапно» оказывается, что ближайшим соседом града Глупова, находящимся на расстоянии вытянутой руке, является — Византия, древняя православная сверхдержава.

Вообще политическая мечтательность была в то время в большом ходу, а потому и Бородавкин не избегнул общих веяний времени. Очень часто видали глуповцы, как он, сидя на балконе градоначальнического дома, взирал оттуда, с полными слез глазами, на синеющие вдалеке византийские твердыни. Выгонные земли Византии и Глупова были до такой степени смежны, что византийские стада почти постоянно смешивались с глуповскими, и из этого выходили беспрестанные пререкания. Казалось, стоило только кликнуть клич… И Бородавкин ждал этого клича, ждал с страстностью, с нетерпением, доходившим почти до негодования.
― Сперва с Византией покончим-с, ― мечтал он, ― а потом-с…
На Драву, Мораву, на дальнюю Саву,
На тихий и синий Дунай… Д-да-с!— «История одного города», глава «Войны за просвещение»
Постоянные колебания между методом обобщённого, абстрактно-философского повествования и — с другой стороны, вполне конкретной, временами современной театральной декорацией, на фоне которой разыгрывается историческая драма, всё это создаёт дополнительную сложность внутренней конструкции «Истории одного города». Эта книга, жанр которой обозначен как исторический (или сатирический) роман, на поверку оказывается совсем не историей, а иносказательной (написанной эзоповым языком) притчей, и совсем «не одного» города, и вообще не «города», а целой страны под названием Русь или Российская империя.

## После «Истории одного города»
Публикацией романа в творчестве писателя проводится черта или своеобразный водораздел. После 1870 года Глупов, словно бы исчерпав себя и выполнив возложенную на него миссию, наконец, исчезает из литературных текстов Салтыкова-Щедрина. Однако это не значит, что исчезла самая идея или, тем более, среда, его породившая. Местечковые символы российской действительности продолжали регулярно всплывать в его творчестве, достигнув последней вершины в романе «Пошехонская старина». При повествовании зачастую контрастном по своему тону и жанру, тем не менее, эти произведения очень близки по художественному приёму. Несмотря на то, что Пошехонье существовало и существует на карте России совершенно реально (в отличие, скажем, от города Глупова), с полным основанием можно назвать и эту страну (или «сторону») выдуманной или, точнее говоря, вдуманной. Собственно, сам автор не оставляет ни малейших сомнений на этот счёт. Сборник открывается кратким авторским замечанием, которое вполне можно было бы отнести и к городу Глупову: «Прошу читателя не принимать Пошехонья буквально. Я разумею под этим названием вообще местность, аборигены которой, по меткому выражению русских присловий, в трёх соснах заблудиться способны». Здесь оно выглядит почти цитатой: в точности такое вступление могло бы быть и в «Истории одного города».
Подобно городу Глупову, и Пошехонье вместе с его пошехонцами с лёгкой руки Салтыкова-Щедрина едва ли не сразу после публикации романов превратилась в крылатое слово, источник множества фразеологизмов и символов. Многие фамилии глуповских губернаторов (во главе с последним из них, Угрюм-Бурчеевым) стали именами нарицательными, в том числе и в прямом политическом употреблении, тем более, что говорящее название города было понятно даже тем, кто никогда не читал романа. В 1880 году уличный листок народовольцев писал «…на улицах замелькали дворники с охапками новеньких флагов; всё оживилось. Город Глупов так и вспоминался на каждом углу…» При необходимости кратко охарактеризовать мрачный реакционный курс властей, в статьях В. И. Ленина сразу возникал «произвол петербургских Угрюм-Бурчеевых» и читателю было сразу понятно: о чём идёт речь. Спустя всего два года после публикации «Истории одного города», Достоевский уже обращается к салтыковскому образу как к общепонятному. В романе «Бесы» он пишет: «…город наш третировали они как какой-нибудь город Глупов». Спустя полвека ему вторил Максим Горький устами Клима Самгина: «Читайте „Историю города Глупова“ ― вот подлинная и честная история России». Нельзя не заметить, насколько проще и одномернее употребление этого образа по сравнению со сложным, запутанным и местами зашифрованным текстом «Истории одного города», где даже само название города — Глупов — намекает на иррациональность русской государственности, иррациональность всей истории России.
К началу XX века образы и типажи Щедрина, в первую очередь, глуповские, стали расхожими массовыми штампами и цитировались, пожалуй, даже чаще и бездарнее, чем это было бы уместно. В 1912 году фельетонист А. Яблоновский писал: «…трудно найти номер газеты или журнала, в котором пишущая братия не щеголяла бы щедринскими словечками, щедринскими фразами, образами, типами». В таком контексте ничуть не удивительно, что бунинский Арсеньев «истинно страдал при этих вечных цитатах из Щедрина об Иудушках, о городе Глупове и градоначальниках, въезжающих в него на белом коне». В глуповском цикле Щедрин создал старый и одновременно обращённый в будущее миф о России, — текст, который универсальным образом обрисовал её историческое и метаисторическое бытие на каждый следующий момент времени. Именно потому лишен смысла суворинский вопрос, является ли эта книга сатирой «на историю» или «на современность». Не только XIX, но также и XX век страны описан городом Глуповым, так сказать, загодя (что наглядно продемонстрировал фильм конца 1980-х «Оно», в котором действие «Истории одного города» не без прямолинейной вульгарности перенесено в советское время).
Образ гибнущего Города постоянно возникает и возвращается в произведениях Михаила Булгакова («Мастер и Маргарита», «Адам и Ева» и др.), неоднократно говорившего о том значении, которое имела для него «История одного города». Правда, его город гораздо ближе к версии Блаженного Августина, чем Щедрина. Если у Булгакова Град Божий остаётся некоей нерушимой константой, что бы ни происходило с его земным воплощением, то Щедрин сознательно отрезает Глупову все выходы в другие способы существования. Его город погибает раз и навсегда. В своём письме к Правительству СССР Булгаков среди важнейших черт своего творчества прямо назвал и такую: «изображение страшных черт моего народа, тех черт, которые задолго до революции вызывали глубочайшие страдания моего учителя М. Е. Салтыкова-Щедрина».
Пожалуй, ещё ближе к первоисточнику подходило творчество Андрея Платонова, очень высоко ценившего «Историю одного города» и всякий раз подчёркивавшего его влияние на своё творчество. Не раз в своих повестях и романах он обращался к конструкции, основным мотивам и даже образам романа. Сильнее всего это проявилось в его повести «Город Градов», где писатель открытым образом решает свои художественные задачи с опорой на щедринские образы и мотивы, иногда переходя от скрытого диалога к открытому. Например, если у Щедрина в глуповском цикле летопись (первоисточник романа) не то сгорела, не то пребывала в забвении, то у Платонова история Градова не будет написана «никем и никогда», что специально подчёркивается в его собственной «летописи».
В течение почти полутора веков существования город Глупов неоднократно становился не только источником вдохновения, но также предметом для воспроизведения в разных текстах, контекстах и парафразах на заявленную тему. Из большого числа подобных сочинений очень разного литературного уровня можно назвать, в первую очередь, изданные в 1912 году «Провинциальные картинки» писателя В. Севского, где рассказывается о жизни некоего города Глушинска (в прямое подражание очеркам о городе Глупове Салтыкова-Щедрина) с целью «заклеймить эту пошлость и косность». В ней запечатлены, с потугами на иронию и сарказм, обыватели захолустного города, — с тем, чтобы они, как пишет Севский (Краснушкин), о самих себе «прочли… и вздохнули».
Из произведений новейшего времени, безусловно, выделяется намеренный парафраз Вячеслава Пьецуха, название которого «Город Глупов в последние десять лет» говорит само за себя. В любом случае, ни одно из позднейших произведений даже близко не подошло к тому литературно-политическому значению, которое имели глуповские очерки Салтыкова-Щедрина, не говоря уже об «Истории одного города».
Пожалуй, в качестве редкого исключения можно назвать опубликованную в 2006 году резонансную повесть Владимира Сорокина «День опричника», выдержанную, по мнению критиков, в смешанном жанре антиутопии и политической сатиры. Кошмарный мир, нарисованный автором в этой повести в целом можно было бы охарактеризовать как щедринское прошлое (в виде жизнеописания города Глупов), опрокинутое — в будущее время. В любом случае, анализ произведений Сорокина в свете щедринских традиций имеет все основания.